# Qabane
Qabane ist ein Ort und ein Community Council im Distrikt Mohale’s Hoek von Lesotho. 2006 hatte die Kommune 6924 Einwohner.

## Lage
Der Ort liegt im Südosten des Landes am Fluss Qabane. Zum Council gehören die Orte:
| - Bareng - Ha ’Malehlakana - Ha Enerese - Ha Khate - Ha Letumanyane - Ha Masupha - Ha Moeti - Ha Mohlomo - Ha Moisa - Ha Mokoafo - Ha Molisana - Ha Montsi - Ha Mosebi - Ha Mosobe - Ha Motšoanakaba - Ha Mpolokoana - Ha Pesi - Ha Phalo - Ha Qalatsa - Ha Qoloane - Ha Ramatatiele | - Ha Ramorutlho - Ha Rantaoleng - Ha Rathaha - Ha Seeiso - Ha Seilane - Ha Setofolo - Ha Shauli - Ha Tsemane - Ha Tsoane - Ha Tšosane - Ha Tumahole - Khama-Khamane - Khatleng - Khohlong (Ha Baholo) - Khomong - Lekhalong - Letsoapong - Litejaneng - Litšoeneng - Makokoaneng - Maphutseng (Ha Talatala) | - Matateng - Matsatsaneng - Matsoeteng - Moeaneng - Mokoallong - Phula-Likhama - Phuthing - Polasi - Poriking - Qeng - Sek’hene - Sekameng - Sekitsing (Ha K’hefase) - Setebatebe - Sethaleng - Shopong - Taung - Tesi - Thaba-Tšoeu - Tiping |